# Paul Hagenmuller
Paul Hagenmuller, född 3 augusti 1921 i Strasbourg, död 7 januari 2017, var en fransk kemist. Han var hedersprofessor vid universitetet i Bordeaux och har varit chef för Laboratoire de Chimie du Solide de CNRS i Bordeaux. Han blev 1979 utländsk ledamot av Vetenskapsakademien.

### Fotnoter
1. 1 2 3 4  matchID, matchID-ID: YlTqZScStbCS, läst: 14 augusti 2022.[källa från Wikidata]
2. 1 2  Who's Who in France, Who's Who in France: 620.[källa från Wikidata]
3. ↑  Fichier des personnes décédées, matchID-ID: YlTqZScStbCS, läst: 6 april 2021.[källa från Wikidata]
4. ↑  läs online, www.u-bordeaux.fr .[källa från Wikidata]
5. ↑  läs online, en.gdch.de .[källa från Wikidata]
6. ↑  läs online, pg.edu.pl , läst: 10 oktober 2020.[källa från Wikidata]
7. ↑  ”Hommage à Paul Hagenmuller” (på franska). https://www.u-bordeaux.fr/Actualites/De-l-universite/Hommage-a-Paul-Hagenmuller. Läst 13 januari 2017.
8. ↑  ”Arkiverade kopian”. Arkiverad från originalet den 5 december 2008. https://web.archive.org/web/20081205011826/http://www.academie-sciences.fr/membres/H/Hagenmuller_Paul.htm. Läst 21 november 2009.